# کورگ
کورگ، روستایی از توابع بخش زاگرس شهرستان چرداول در استان ایلام ایران است.
روبه روی بافت قدیمی روستا کوهی به نام نثار و نووال قرار گرفته است، در جنوب شرق روستا کوهی به نام نثار چووک قرار دارد و در شمال روستا رشته کوهی بصورت ممتد از شمال غرب روستای شله کش تا رودخانه سیمره کشیده شده است و این از ویژگیهای رشته کوه های زاگرس می باشد.
شغل مردم روستا کشاورزی و دامداری است و کرد زبان هستند.
نام کورگ به نظر به کوه و کوهستانی بودن آن اشاره دارد، کوه و رگ که بطور کوتاه کورگ است.

## جمعیت
این روستا در دهستان بیجنوند قرار دارد و براساس سرشماری مرکز آمار ایران در سال ۱۳۸۵، جمعیت آن ۲۵۰ نفر (۴۹خانوار) بوده‌است.